# Arthur Petrie
Pour les articles homonymes, voir Petrie.
Arthur Petrie, né Arthur Mastaï Pitre à Montréal le 27 mai 1890 et mort à Montréal le 2 avril 1957, est un comédien, humoriste et meneur de revue burlesque qui fut très actif au Québec du début des années 1910 jusqu'au milieu des années 1940.

## Biographie
Arthur Pétrie, époux de la comédienne québécoise Juliette Petrie (mariage le 14 mai 1921 à Montréal), a été un comédien et meneur de revue burlesque très populaire à son époque à Montréal et au Québec. 
Sa carrière débute dans sa ville natale, en anglais, durant la Première Guerre mondiale, puis il vient tenter sa chance à Montréal, au départ sur les petites scènes burlesques de la ville. Il s'impose rapidement rapidement par la qualité de ses spectacles bien réglés et sa remarquée « ligne de filles ». 
Franco-ontarien, parfaitement bilingue et très jeune en contact avec le vaudeville et le burlesque américain (genre composé surtout de monologues humoristiques et de sketchs improvisés), Arthur Petrie fut le premier à adapter et traduire le genre pour la clientèle francophone de Montréal et du Québec au début des années 1910. Il a permis à plusieurs comédiens de faire leurs premiers pas dans l'univers du burlesque dont Olivier Guimond, père (Ti-zoune) et Manda Parent. D'ailleurs à la fin des années 1910, il codirige une troupe burlesque avec Olivier Guimond, père qui connut un grand succès. Toutefois, un différend amène Olivier Guimond, père a créé sa propre troupe. La séparation entre les deux partenaires fut difficile.
Par la suite, Arthur Petrie a dirigé avec sa femme Juliette Petrie, et cela à partir de 1922, la troupe de burlesque « Les Poupées Françaises » qui connut un très grand succès. La troupe se composait de huit danseuses, plus Arthur Petrie, Juliette Petrie, Juliette Béliveau, Eugène Martel et Wilbrod. Arthur Petrie est à partir de ce moment une grande vedette au Québec. 
Le burlesque domine la scène de Montréal entre 1920 à 1950. Au départ présenté en anglais et lourdement influencé par le vaudeville américain, le burlesque doit son remarquable succès en français - presque exclusivement à trois interprètes qui dirigèrent tous de nombreuses troupes de burlesques francophones à Montréal : 
1. Arthur Petrie qui initia le mouvement ;
2. Olivier Guimond, père (« Ti-zoune »), comique le plus populaire de l'époque et un peu plus tard ;
3. Rose Ouellette (« La Poune »), qui apprend son art d'Olivier Guimond, père[7].

Arthur Petrie a considérablement ralenti ses activités après avoir eu une grave attaque de congestion cérébrale en 1944. La maladie s'aggrava et Arthur Petrie meurt le 2 avril 1957, à l'âge de 67 ans.

## Sources
- Juliette Petrie, Quand on revoit tout cela ! Le burlesque au Québec. 1914-1960, Montréal, 1977.
- Chantal Hébert, Le burlesque au Québec. Un divertissement populaire, Montréal, Éditions Hurtubise HMH, 1981.
- Chantal Hébert, Le burlesque québécois et américain, Les Presses de l'Université Laval, 1989.
- Dictionnaire des artistes du théâtre québécois, Cahier de théâtre Jeu, 2008, p. 317-318